# 香港索償協會
香港索償協會，是香港一個以爭取日本向香港日佔時期受害者賠償為目標的非政府组织。

## 組織沿革
第二次世界大戰期間，日軍佔領香港，其後在香港發行總值約為19億日圓的軍用手票，強迫市民把流通貨幣兑換為軍票。日治香港政府把軍票訂為法定貨幣，後來更禁止市民管有港元；日本投降後，港元重新成為香港的法定貨幣，但佔領香港的日軍並沒有收回軍票，令軍票在香港變得一文不值。此外，日軍在香港的戰爭罪行和不當管治手法也造成人命傷亡等損失。
香港索償協會在1968年9月18日成立，起初名為「索償協會香港有限公司」，其後改為現名；在創辦之初，香港索償協會約有20,000名會員:66。協會的目標是爭取日本對香港日佔時期的受害者作出賠償。索償協會與政治團體沒有瓜葛，但泛民主派政治人物何俊仁曾成立一個名為「戰爭賠償執委會」的組織，要求索償協會改以這個組織的名義來爭取賠償，得到不少協會委員支持；但是，時任香港索償協會主席吳溢興批評何俊仁的建議荒謬，並邀請親建制派的民建聯與工聯會支持索償協會，以作抗衡。
在吳溢興擔任協會主席的時期，索償協會的開支由他一人全力承擔。截至2014年，香港索償協會的會址是吳溢興借出的住宅單位，亦是吳溢興遺孀的居所，但市區重建局計劃在有關地區進行重建工作，故索償協會需要另覓會址。

## 工作

### 抗議活動
在香港索償協會創立之初，協會主要以遊行示威的方式表達意見；據一些報導形容，香港索償協會於中國大陸與香港每個重要的抗戰紀念日都會在日本駐港總領事館前抗議。在小泉純一郎赴靖國神社參拜後，索償協會的十多名代表遊行至日本駐港總領事館，要求對方將一份反對小泉參拜靖國神社的抗議信交給他，總領事館派人接收信件；在日本投降70週年（2015年8月15日），包括香港索償協會在內的多個團體到日本駐港總領事館請願，提出多項訴求，並要求總領事館接收請願信，但總領事館只收下了索償協會的信件。

### 司法行動
香港索償協會曾以司法行動追討賠償，協會曾打算控告港英政府，但考慮到港英政府的財力不足以賠償，又擔心有關訴訟會擴展至英國，令協會沒有足夠資源支持；於是，索償協會在1993年以原告代表的名義身入稟日本司法機關，得到法官包致金擔任義務律師。此外，日本社會黨黨魁土井多賀子和日本律師公會亦有為索償協會提供協助。索償協會在1993年控告日本政府沒有履行发行货币的责任，案件差不多審了六年，進行了28次公开聆讯，涉及的訴訟費和行政费用接近1,000,000港元；法官對受害的香港市民表示同情，但又指日本尚未有赔偿法律，故裁定香港索偿协会败诉。索偿协会向東京高等裁判所提出上訴，但該所維持原判；协会再上訴至最高裁判所，其在2001年受理有關上訴，但截至2014年仍未開庭:259。

### 教育和宣傳
曾任索償協會主席的吳溢興生前致力推動教育和宣傳工作，他在一些学校發表演說，期望能令香港的青年认识抗戰历史；吳溢興在各地讲述日本军隊在第二次世界大戰中的暴行，而日本的反战人士也曾邀请他到當地演說。此外，香港索償協會時任主席劉文2015年曾表示計劃與民建聯合作，製作一部介紹香港日佔時期的短片，讓香港的年輕一代更了解日佔時期的香港歷史。